# 名古屋大学豊田講堂
名古屋大学豊田講堂（なごやだいがく とよだこうどう）は、名古屋市千種区不老町の名古屋大学東山キャンパスに所在する講堂である。

## 概要
1960年に槇文彦の設計で名古屋大学東山キャンパスの中心に建てられ、同大学のシンボルとなっている。鉄筋コンクリート造・打放しコンクリートの地下1階・地上3階建てで、講堂は1,612席の客席を有する。大学や附属中学校・高等学校の入学式・卒業式などの行事が行われる。
1962年には日本建築学会賞を受賞しており、槇文彦の代表的な建築物の一つとして建築学会では大きな評価を得ている。また、1993年に名古屋市の都市景観重要建築物に指定、2003年にはDOCOMOMO JAPAN選定 日本におけるモダン・ムーブメントの建築に選定、2011年には国の登録有形文化財にも登録されており、日本を代表するモダニズム建築の一つとして評価されている。
トヨタ自動車工業（現トヨタ自動車）の寄付で建設されたが、名前はトヨタ自動車の源流となる豊田自動織機の創立者・豊田佐吉に因んで付けられたため、「とよたこうどう」ではなく「とよだこうどう」が正しい読みである。

## 歴史
1960年にトヨタ自動車工業（現トヨタ自動車）の寄付により、建設された。設計はトヨタ自動車工業の意向により、槇文彦が担当し、竹中工務店が施工した。
2001年、大学が市民交流などの拠点とすることを骨子とした「芸術文化プラザ」の整備を発表し、その構想を老朽化著しい豊田講堂の再生や機能拡充などを核とする計画にまとめた。トヨタ自動車などトヨタグループ10社が寄付し、トヨタ自動車プラント・エンジニアリング部の監理の下、建設時と同じ槇文彦が設計、竹中工務店が施工を担当した。2006年12月に開始された改修工事では、耐震補強や外壁の復元のほか、アトリウムの増設やホールの改善などが行われた。2007年11月末に竣工し、2008年2月2日に竣工式が執り行われた。また、この間の入学式や卒業式は愛知県体育館で行われた。

## 施設
正面右側の柱に囲まれた部分には西側の街と東側の森を繋ぐ門としての意味合いがあり、この部分からキャンパス内のグリーンベルトを見ると名古屋市中心部まできれいに見通すことができる。
屋上部には時計台があり、1994年度には赤色LEDによるイルミネーションが取り付けられていたが、2001年11月からは青色LEDによるものとなっている。これは名古屋大学教授であった赤崎勇が青色LEDを開発したことを記念して、その実用化に携わった豊田合成の寄付により取り付けられたものである。
豊田講堂が立地する名古屋大学東山キャンパスは真ん中を幹線道路が通過しているために正門が存在しないが、本講堂は漢字の「門」の字をイメージして造られており、合格発表や入学式・卒業式などの大きなイベントが行われることから事実上名古屋大学の門と言える。